# Българска промишлена банка
Българската промишлена банка (БПБ) е държавна банка в България. Тя е създадена през 1969 година, заедно с Българска земеделска и търговска банка. Двете банки трябва да обслужват текущата икономическа дейност и са отделени от Българска народна банка (БНБ), която запазва главно функциите на централна банка. Малко по-късно правителството се отказва от замисъла и през 1971 година БПБ отново е присъединена към БНБ.